# فرودگاه آبی خلیج فورد
فرودگاه آبی خلیج فورد (به انگلیسی: Ford Bay Water Aerodrome) یک فرودگاه خصوصی است که یک باند فرود آب دارد. این فرودگاه در کشور کانادا قرار دارد و در ارتفاع ۱۵۶ متری از سطح دریا واقع شده است.